# لورينا هيريرا
لورينا هيريرا (بالإسبانية: Lorena Herrera)‏ (و. م) هي مغنية، وإيندي بوب، وممثلة، وممثلة تلفزيونية، وممثلة أفلام، وعارضة، وبلاي بوي بلاي ميت مكسيكية.

## وصلات خارجية
- لورينا هيريرا على موقع IMDb (الإنجليزية)
- لورينا هيريرا على موقع ميوزك برينز (الإنجليزية)
- لورينا هيريرا على موقع قاعدة بيانات الفيلم (الإنجليزية)

- لورينا هيريرا في قاعدة بيانات الأفلام على الإنترنت